# Bizonnes
Bizonnes är en kommun i departementet Isère i regionen Auvergne-Rhône-Alpes i sydöstra Frankrike. Kommunen ligger i kantonen Le Grand-Lemps som tillhör arrondissementet La Tour-du-Pin. År 2022 hade Bizonnes 1 028 invånare.

## Befolkningsutveckling
Antalet invånare i kommunen Bizonnes
Referens:INSEE